# Bahnhof Kunnui
Der Bahnhof Kunnui (jap. 国縫駅, Kunnui-eki) ist ein Bahnhof auf der japanischen Insel Hokkaidō. Er befindet sich in der Unterpräfektur Oshima auf dem Gebiet der Gemeinde Oshamambe.

## Verbindungen
Kunnui ist ein Durchgangsbahnhof und früherer Trennungsbahnhof an der Hakodate-Hauptlinie zwischen Hakodate und Sapporo, der wichtigsten Bahnstrecke Hokkaidōs. Diese wird von der Gesellschaft JR Hokkaido betrieben. Regionalzüge verkehren fünfmal täglich nach Oshamambe und Mori. Eine Bushaltestelle befindet sich in der Nähe an der Hauptstraße, dort hält eine Linie der Gesellschaft Hakodate Bus.

## Anlage
Der Bahnhof befindet sich am westlichen Rand des Ortes Kunnui und ist von Süden nach Norden ausgerichtet. Er besitzt drei Gleise, von denen zwei dem Personenverkehr dienen. Diese liegen am Hausbahnsteig und an einem Mittelbahnsteig, der durch eine gedeckte Überführung mit dem Empfangsgebäude an der Ostseite der Anlage verbunden ist. Das westliche Gleis am Mittelbahnsteig wird heute nur noch für den Durchgangsverkehr genutzt.

## Bilder

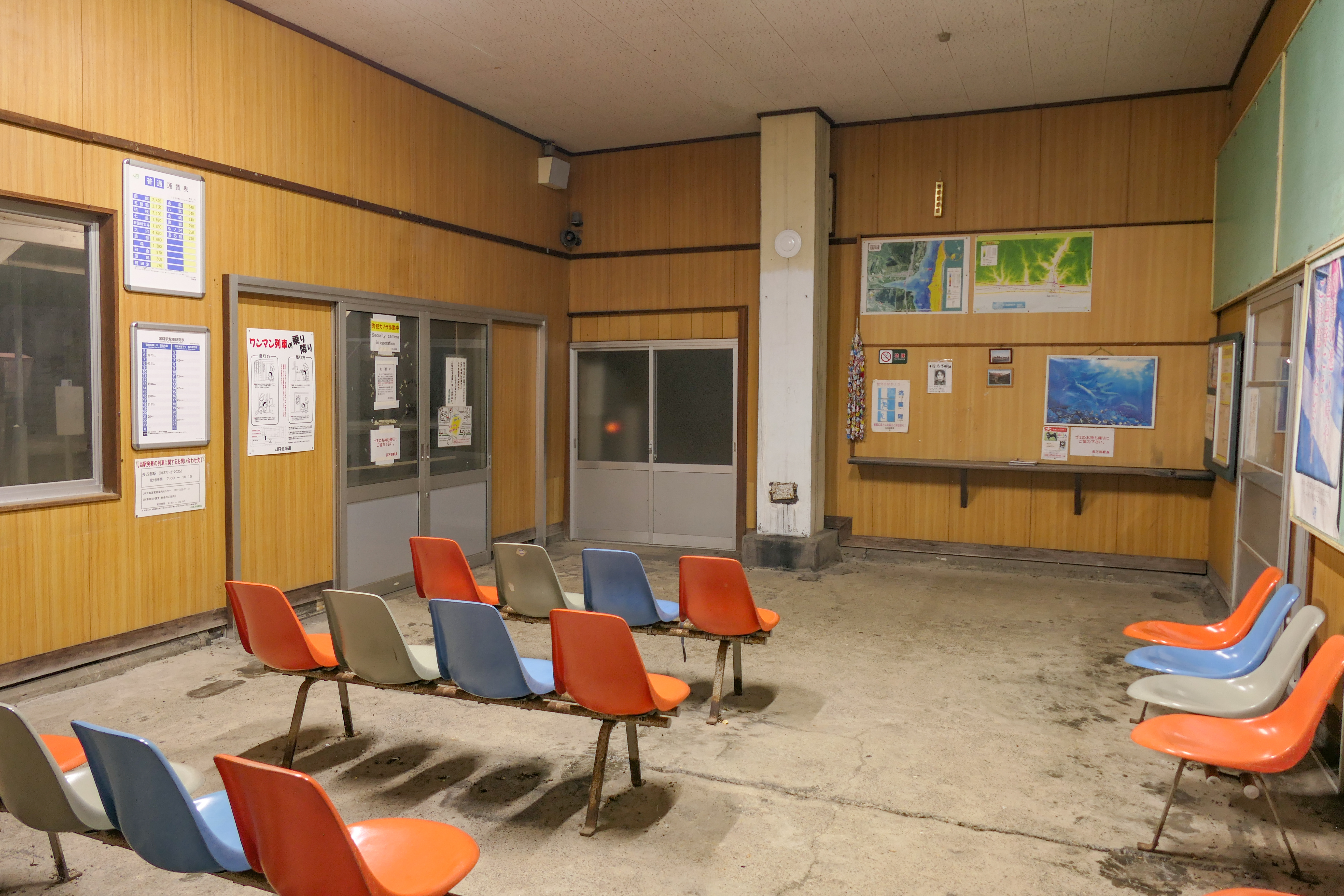
Warteraum
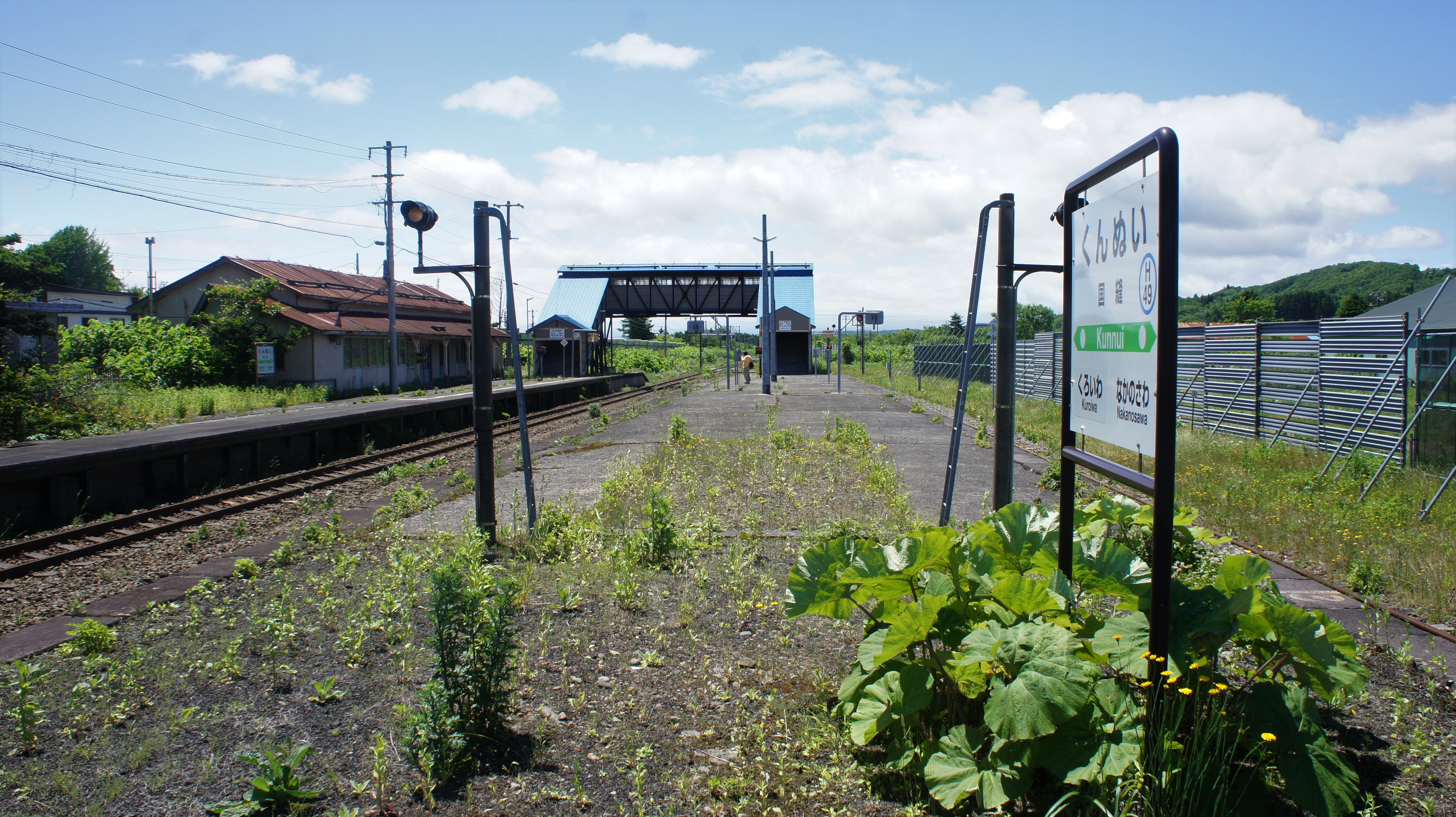
Bahnsteig
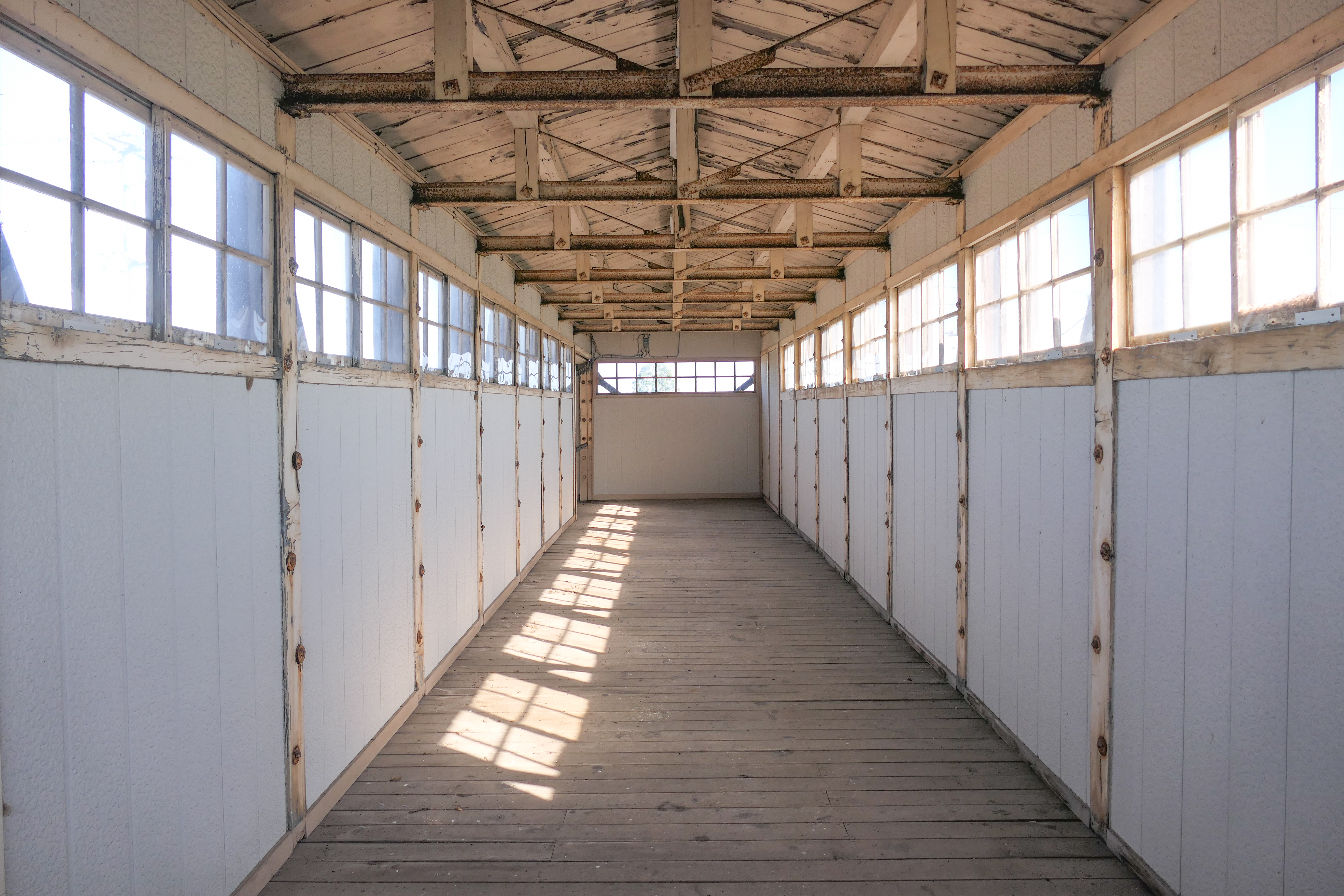
Überführung
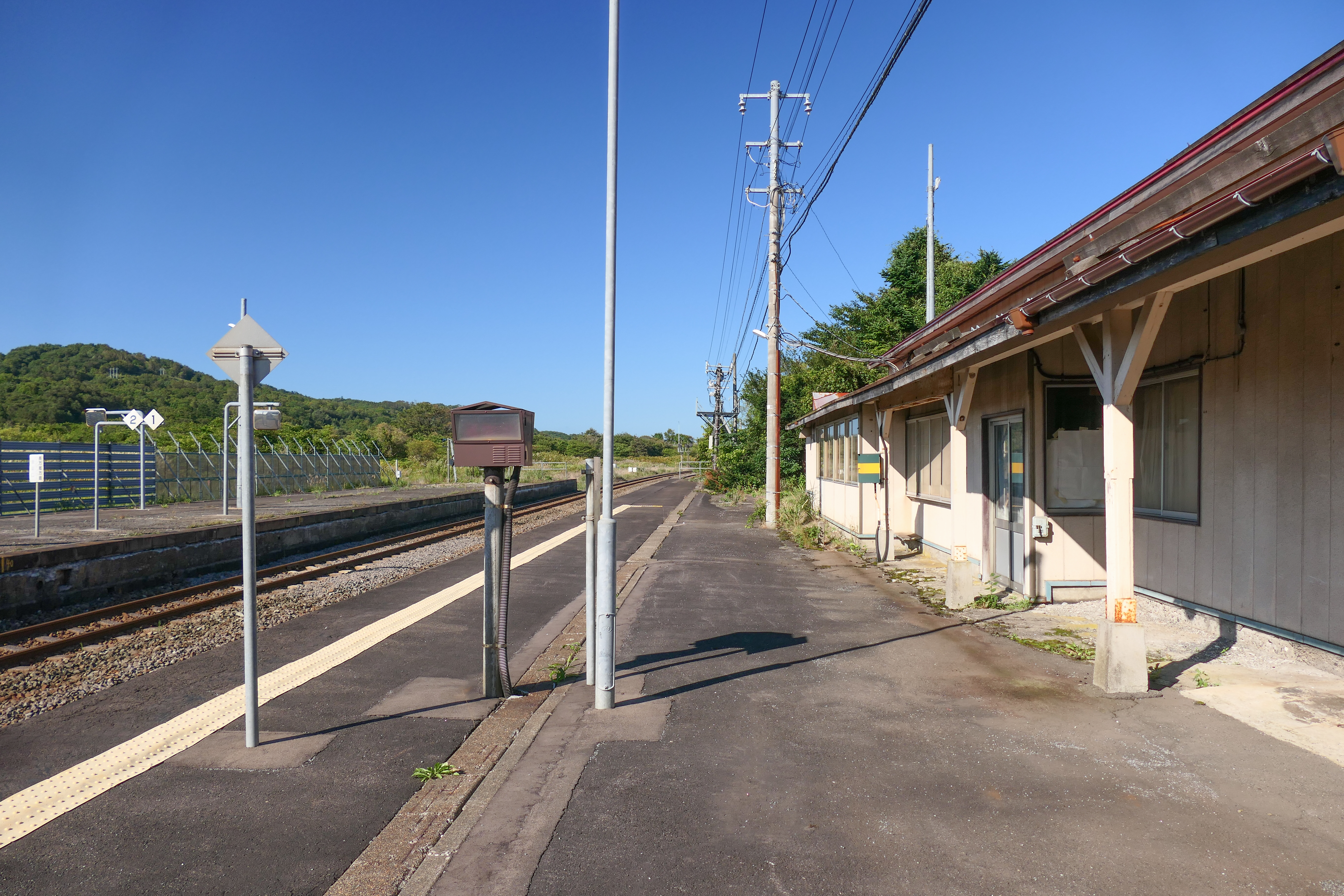
Hausbahnsteig

## Linien
| Verlauf der Hakodate-Hauptlinie |
| --- |
| Hakodate • Goryōkaku • Kikyō • Ōnakayama • Nanae • Shin-Hakodate-Hokuto • Niyama • Ōnuma • Ōnumakōen • Akaigawa • Komagatake • Mori • Katsuragawa • Ishiya • Hon-Ishikura • Ishikura • Otoshibe • Nodaoi • Yamakoshi • Yakumo • Washinosu • Yamasaki • Kuroiwa • Kita-Toyotsu • Kunnui • Oshamambe • Futamata • Warabitai • Kuromatsunai • Neppu • Mena • Rankoshi • Konbu • Niseko • Hirafu • Kutchan • Kozawa • Ginzan • Shikaribetsu • Niki • Yoichi • Ranshima • Shioya • Otaru • Minami-Otaru • Otaru-Chikkō • Asari • Zenibako • Hoshimi • Hoshioki • Inaho • Teine • Inazumikōen • Hassamu • Hassamuchūō • Kotoni • Sōen • Sapporo • Naebo • Shiroishi • Atsubetsu • Shinrinkōen • Ōasa • Nopporo • Takasago • Ebetsu • Toyohoro • Horomui • Kami-Horomui • Iwamizawa • Minenobu • Kōshunai • Bibai • Chashinai • Naie • Toyonuma • Sunagawa • Takikawa • Ebeotsu • Moseushi • Fukagawa • Osamunai • Chikabumi • Asahikawa Sawara-Zweigstrecke: Ōnuma • Chōshiguchi • Shikabe • Oshima-Numajiri • Oshima-Sawara • Kakarima • Oshironai • Higashi-Mori • Mori |

## Geschichte

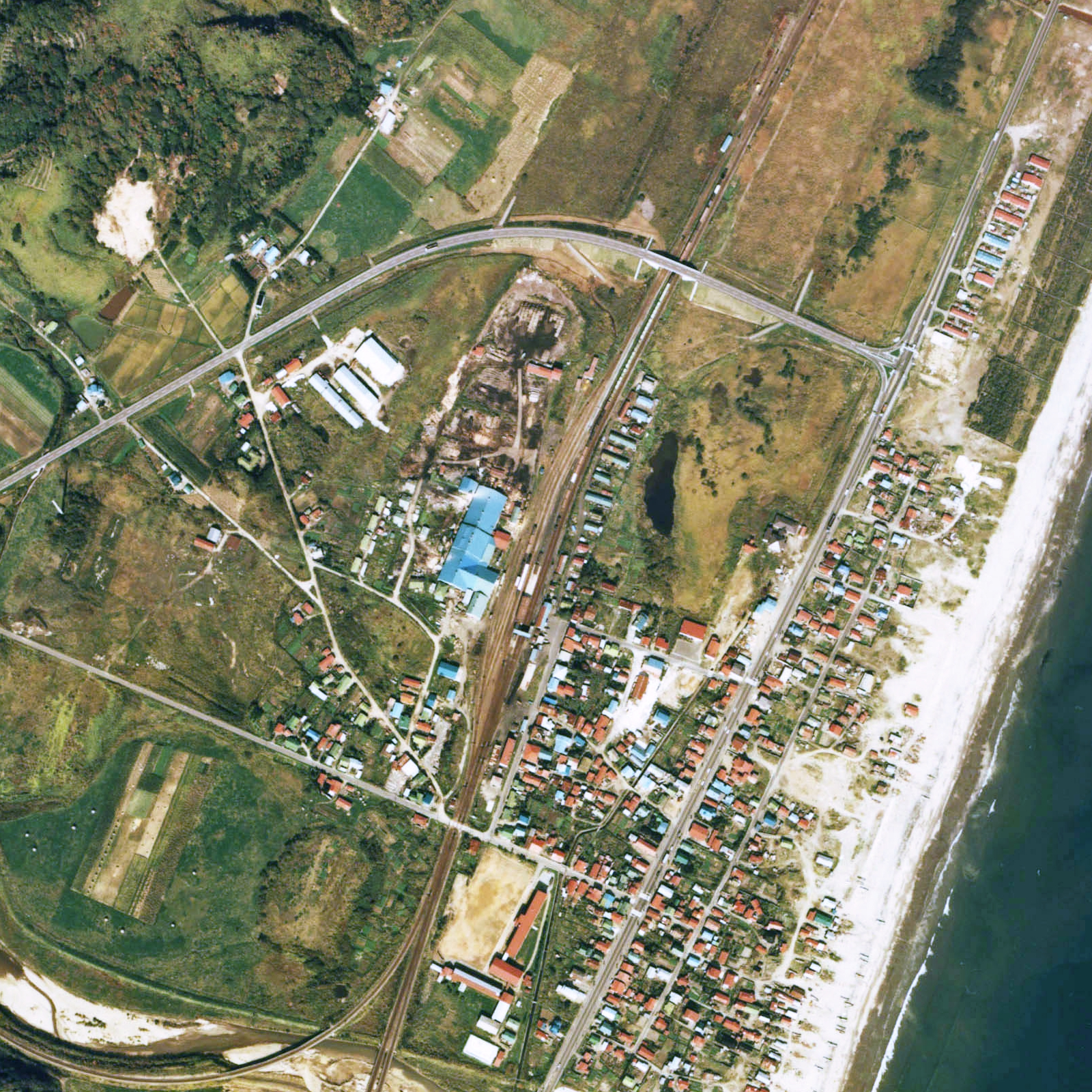
Luftansicht (1976)

Die private Bahngesellschaft Hokkaidō Tetsudō eröffnete den Bahnhof am 3. November 1903, zusammen mit dem Teilstück der Hakodate-Hauptlinie von Mori über Oshamambe nach Neppu. Nach der Verstaatlichung am 1. Juli 1907 war das Eisenbahnamt (das spätere Eisenbahnministerium) zuständig. Dieses nahm am 13. Dezember 1929 den ersten Abschnitt der in Kunnui beginnenden Setana-Linie nach Hanaishi in Betrieb; bis zur Vollendung dieser nach Setana führenden Zweigstrecke vergingen drei weitere Jahre. 1939 wurde das Empfangsgebäude durch einen Neubau ersetzt.
1966 baute die Japanische Staatsbahn den Abschnitt Kunnui–Nakanosawa der Hakodate-Hauptlinie zweigleisig aus, vier Jahre später den Abschnitt Kunnui–Kita-Toyotsu. Aus Kostengründen stellte sie am 1. Februar 1984 den Güterumschlag und die Gepäckaufgabe ein. Außerdem endete am 1. November 1986 die Bedienung durch Schnellzüge. Die Setana-Linie wurde am 16. März 1987 auf ihrer gesamten Länge stillgelegt, womit Kunnui wieder ein reiner Durchgangsbahnhof war. Zwei Wochen später, am 1. April 1987, ging der Bahnhof im Rahmen der Staatsbahnprivatisierung in den Besitz der neuen Gesellschaft JR Hokkaido über. Seit 1992 ist der Bahnhof nicht mehr mit Personal besetzt.